# واترپارکز
واترپارکز (به انگلیسی: Waterparks) یک گروه موسیقی پاپ راک آمریکایی است که در سال ۲۰۱۱ تشکیل شد. این گروه در حال حاضر متشکل از آستین نایت بعنوان خواننده اصلی، جف ویگینگتون و آتو وود است.
واترپارکز اولین آلبوم استودیویی خود را با نام «جسارت مضاعف» در ۴ نوامبر ۲۰۱۶ از طریق آکوال ویژن منتشر کرد، سپس دومین آلبوم خود را با عنوان «سرگرمی» با همکاری همان لیبل در ۲۶ ژانویه ۲۰۱۸ منتشر کرد. سومین آلبوم استودیویی آن ها با عنوان «فن‌دام» در ۱۱ اکتبر ۲۰۱۹ توسط هوپلس رکوردز و چهارمین آلبوم در ۲۱ می ۲۰۲۱ با عنوان «بهترین‌ها» توسط لیبل ۳۰۰ اینترتینمنت منتشر شد.

## سبک موسیقی
موسیقی واترپارکز شامل سبک‌های پاپ پانک، پاپ راک، الکتروپاپ، آلترناتیو راک، آلترناتیو پاپ، الکترونیک راک، پاپ، راک، ایمو، سینث پاپ و پاور پاپ است. همچنین عناصر موسیقی هیپ هاپ، الکترونیک، ایندی، پانک و جاز نیز در موسیقی آن‌ها دیده می‌شود. این گروه خود را یک گروه راک می‌داند که از موسیقی پاپ هم الهام گرفته است. پس از جدایی گیج ماتیو، این گروه بدون نوازنده بیس به کار خود ادامه می‌دهد. در برخی از اجراهای کنسرت و تورها از نوازندگان مهمان مثل ویکی وی استفاده شده است.

## اعضا
اعضا کنونی
- آستین نایت: خواننده اصلی - گیتاریست ریتم (۲۰۱۱-تاکنون)
- جف ویگینگتون: گیتاریست اصلی - بک‌ووکال (۲۰۱۱-تاکنون)
- آتو وود: درام - بک‌ووکال (۲۰۱۲-تاکنون)

اعضای جداشده
- گیج ماتیو: بیس (۲۰۱۱-۲۰۱۲)
- لوون ماروین: درام (۲۰۱۱-۲۰۱۲)

اعضا مقطعی
- میکی وی: بیس (۲۰۱۶-۲۰۱۸)

## ترانه‌شناسی
- جسارت مضاعف (Double Dare) ۲۰۱۶
- سرگرمی (Entertainment) ۲۰۱۸
- فن‌دام (Fandom) ۲۰۱۹
- بهترین‌ها (Greatest Hits) ۲۰۲۱

## جوایز و افتخارات
| سال  | جایره                          | دسته بندی          | نام            | نتیجه    | منابع |
| ---- | ------------------------------ | ------------------ | -------------- | -------- | ----- |
| ۲۰۱۷ | Alternative Press Music Awards | آهنگ سال           | Stupid for You | نامزدشده | [ ۱ ] |
| ۲۰۱۷ | Alternative Press Music Awards | آلبوم سال          | Double Dare    | نامزدشده | [ ۱ ] |
| ۲۰۱۷ | Alternative Press Music Awards | بهترین پدیده سال   | Waterparks     | برنده    | [ ۲ ] |
| ۲۰۱۷ | The Rock Sound Awards          | بهترین پدیده جهانی | Waterparks     | برنده    | [ ۳ ] |
| ۲۰۱۹ | The Rock Sound Awards          | آهنگ سال           | Turbulent      | برنده    | [ ۴ ] |